# Домінанта (література)
Домінанта — стрижневий елемент стильової специфіки автора художнього твору, що визначає концептуальні засади автора або цілої школи чи напряму. Може використовуватися при аналізі художнього тексту. При створенні художнього твору підпорядковує собі інші його складники.
Домінанта тексту може бути виділена у різних аспектах — ідеологічному, жанровому, образно-композиційному, часовому, мовному. 

У ліричному вірші головним вважається вираження переживань, у прозі — фабула.

Модернізм характеризується гносеологічною домінантою, тоді як твори постмодернізму в першу чергу стосуються питань онтології.